# 健康好生活
《健康好生活》是台灣年代MUCH台和壹綜合聯合製作（原為東風衛視單獨製作，但仍為年代集團旗下）的一個健康型的資訊節目，採錄影播出，由《年代向錢看》陳凝觀主持。於2015年5月4日開播至今。年代MUCH台現播出時間為週一至週五下午六點至七點，壹綜合現播出時間為週一至週五下午六點至七點，並於多個時間重播。收視率曾創下0.67高紀錄，與同時段節目《食尚玩家》、《小明星大跟班》並列。

## 播出時間

### 首播
| 頻道         | 所在地 | 播映日期                     | 播出時間               | 備註 |
| 東風衛視     | 臺灣   | 2015年5月4日～2015年12月31日 | 每週一至五 22:00-23:00 |      |
| 年代MUCH台   | 臺灣   | 2016年1月1日～2016年7月29日  | 每週一至五 22:00-23:00 |      |
| 年代MUCH台   | 臺灣   | 2016年8月1日～至今           | 每週一至五 18:00-19:00 |      |
| 壹電視綜合台 | 臺灣   | 2016年1月11日～2016年1月29日 | 每週一至五 22:30-23:30 |      |
| 壹電視綜合台 | 臺灣   | 2016年2月1日～至今           | 每週一至五 20:00-21:00 |      |

### 重播
| 頻道         | 所在地 | 播映日期                      | 播出時間               | 備註                 |
| 東風衛視     | 臺灣   | 2015年5月4日～2015年12月31日  | 每週二至六 02:30-03:30 |                      |
| 東風衛視     | 臺灣   | 2015年5月4日～2015年12月31日  | 每週一至五 09:00-10:00 |                      |
| 東風衛視     | 臺灣   | 2015年5月4日～2015年12月31日  | 每週一至五 14:00-15:00 |                      |
| 東風衛視     | 臺灣   | 2015年5月4日～2015年12月31日  | 每週六、日 16:00-17:00 | 精選重播             |
| 年代MUCH台   | 臺灣   | 2016年1月1日～2016年3月25日   | 每週二至六 02:30-03:30 |                      |
| 年代MUCH台   | 臺灣   | 2016年1月1日～2016年3月25日   | 每週一至五 14:30-15:30 |                      |
| 年代MUCH台   | 臺灣   | 2016年1月1日～2016年3月25日   | 每週六、日 17:30-18:30 | 精選重播             |
| 年代MUCH台   | 臺灣   | 2016年1月1日～2016年7月22日   | 每週一至五 10:00-11:00 |                      |
| 年代MUCH台   | 臺灣   | 2016年3月28日～2016年7月29日  | 每週二至六 05:00-06:00 |                      |
| 年代MUCH台   | 臺灣   | 2016年3月28日～2016年7月29日  | 每週一至五 15:00-16:00 |                      |
| 年代MUCH台   | 臺灣   | 2016年12月31日～2017年2月26日 | 每週六、日 18:00-19:00 | 精選重播             |
| 年代MUCH台   | 臺灣   | 2016年3月28日～至今           | 每週二至六 01:00-02:00 |                      |
| 年代MUCH台   | 臺灣   | 2016年8月1日～至今            | 每週一至五 11:00-12:00 |                      |
| 年代MUCH台   | 臺灣   | 2016年8月1日～至今            | 每週一至五 22:00-23:00 |                      |
| 年代MUCH台   | 臺灣   | 2017年3月4日～至今            | 每週六、日 19:00-20:00 | 精選重播             |
| 壹電視綜合台 | 臺灣   | 2016年1月12日～2016年1月29日  | 每週一至五 11:30-12:30 |                      |
| 壹電視綜合台 | 臺灣   | 2016年1月12日～2017年11月5日  | 每週一至五 16:00-17:00 |                      |
| 壹電視綜合台 | 臺灣   | 2016年2月1日～2016年5月23日   | 每週六、日 11:00-12:00 | 精選重播             |
| 壹電視綜合台 | 臺灣   | 2016年2月1日～2016年5月23日   | 每天 01:00-02:00       | 週日、週一為精選重播 |
| 壹電視綜合台 | 臺灣   | 2016年2月1日～2017年11月5日   | 每週一至五 09:00-10:00 |                      |
| 壹電視綜合台 | 臺灣   | 2016年5月28日～2017年11月5日  | 每週六、日 10:00-11:00 | 精選重播             |
| 壹電視綜合台 | 臺灣   | 2016年5月28日～2017年11月5日  | 每週六、日 17:00-18:00 | 精選重播             |
| 壹電視綜合台 | 臺灣   | 2016年5月28日～2017年11月5日  | 每週六、日 23:00-24:00 | 精選重播             |
| 壹電視綜合台 | 臺灣   | 2016年5月24日～至今           | 每週二至六 01:00-02:00 |                      |
| 壹電視綜合台 | 臺灣   | 2017年11月6日～至今           | 每週日、一 04:00-05:00 |                      |
| 壹電視綜合台 | 臺灣   | 2017年11月6日～至今           | 每週二至六 05:00-06:00 |                      |
| 壹電視綜合台 | 臺灣   | 2017年11月6日～至今           | 每週六、日 12:00-13:00 | 精選重播             |

## 節目特性
節目主打「生活營養資訊與健康料理的完美結合」，以最簡單、又常見的食材開始，讓大家從生活中找到身體的保健之道。每集邀請五到七位「好朋友」做為特別來賓，會依職業不同被稱為醫生好朋友、健康好朋友、廚師好朋友，並討論與健康、料理相關的重要議題。節目初期「白木屋蛋糕」冠名贊助，中後期由「御守鍋」提供鍋具並冠名贊助。

## 主持人
- 陳凝觀（壹電視新聞台《年代向錢看》主持人）

## 外部連結
- 健康好生活的Facebook專頁
- YouTube上的健康好生活頻道

## 節目的變遷
| 東風衛視 每週一至五 22:00-23:00 | 東風衛視 每週一至五 22:00-23:00             | 東風衛視 每週一至五 22:00-23:00 |
| ------------------------------- | ------------------------------------------- | ------------------------------- |
|                                 | 健康好生活 （2015年5月4日－2015年12月31日） |                                 |
| —                               | —                                           |                                 |

| 年代MUCH台 每週一至五 18:00-19:00 | 年代MUCH台 每週一至五 18:00-19:00 | 年代MUCH台 每週一至五 18:00-19:00 |
| --------------------------------- | --------------------------------- | --------------------------------- |
|                                   | 健康好生活 （2016年1月1日 -）     |                                   |
| —                                 | —                                 |                                   |

| 壹電視綜合台 每週一至五 20:00-21:00 | 壹電視綜合台 每週一至五 20:00-21:00 | 壹電視綜合台 每週一至五 20:00-21:00 |
| ----------------------------------- | ----------------------------------- | ----------------------------------- |
|                                     | 健康好生活 （2016年1月11日 -）      |                                     |
| —                                   | —                                   |                                     |